# کوسوکه نودا
کوسوکه نودا (انگلیسی: Kōsuke Noda؛ زادهٔ ۴ دسامبر ۱۹۷۷) بازیکن سابق و مربی بیسبال اهل ژاپن است.